# 이경준 (1983년)
|  | 이 문서에 삭제가 신청되었습니다. 신청자: Aspere (기여) 삭제 기준: G11 - 명백한 광고나 홍보 삭제 신청자에게: 빠른 삭제 기준에서 자세한 삭제 기준을 확인할 수 있으며, 기준에 명시된 사유에 한해서만 삭제가 가능합니다. 삭제 신청할 때 고려할 점을 읽어 보시고 대안을 고려해 보세요. 문서 기여자에게: 제가 기여한 문서에 삭제가 신청되었는데 어떻게 해야 할까요? 당황하지 마세요. 삭제 신청 대처를 읽어보시고, 이 문서에 왜 삭제가 신청되었는지 다시 한번 생각해 보시고 문서를 보강해 주세요. 잘못된 삭제 신청이거나, 삭제 신청에서 언급된 문제점을 해결한 후에는 삭제 신청 틀을 떼도 됩니다. 단, 자신이 만든 문서에 대한 삭제 신청은 스스로 틀을 떼어서는 안 됩니다. 삭제 신청이 잘못된 것이라고 생각할 경우, 삭제 신청 틀 아래에 {삭제 신청 이의}를 추가하고, 아래의 버튼을 통해 이 문서의 토론 문서에 삭제 신청에 대한 의견을 남길 수 있습니다. 삭제 신청자에게: 문서 역사를 참고하여 해당 문서의 작성자나 주 편집자의 사용자 토론 문서에 아래 내용을 넣어 삭제 신청 사실을 알려 주세요. {{풀기:삭제 신청 알림\|이경준 (1983년)\|G11 - 명백한 광고나 홍보}} -- ~~~~ |

## 1. 개요
대한민국의 금융인.
자산운용사의 대표이면서 각종 방송과 언론 인터뷰에 다수 등장하고 있다.
자산운용사 대표로는 드물게 텔레그램 채널을 운영하고 있으며, 최근 자기계발 도서 언더독 멘탈 트레이닝 (100원도 없던 내가 100억 부자가 되었다)을 출간하였고, 직후 베스트셀러에 올랐다.

## 2. 커리어
2025.07.~ 現 메리츠제1호기업인수목적 대표이사
2025.02.~2025.05. 케이비제21호스팩 대표청산인
2024.03.~ 現 말똥도넛 기타비상무이사
2022.03.~2025.02. 케이비제21호스팩 이사회 의장, 대표이사
2021.10.~2023.10. IBKS제17호스팩 이사회 의장, 대표이사
2021.08.~ 現 혁신AI신기술조합 대표펀드매니저
2020.11.~2022.01. IBKS제15호스팩 기타비상무이사
2020.09.~2023.09. 신한제7호스팩 사외이사
2019.12.~2022.12. 기술보증기금 기보엔젤파트너스
2019.06.~ 現 혁신IB자산운용 대표이사
2019.03.~2021.03. 전문엔젤투자자
2018.02.~2019.02. 한국연금투자자문 이사
2017.09.~2020.07. 혁신홀딩스 대표
2017.08.~2019.12. 파워리퍼블릭 기타비상무이사
2017.02.~2018.02. 한앤파트너스자산운용 이사
2015.06.~2016.10. 제이피에셋자산운용 이사
2015.04.~2015.05. 이지뉴스 편집국 기자
2014.07.~2015.03. 아샘투자자문
2013.11.~2014.07. IHQ
2010.12.~2013.09. LIG투자증권 IB사업본부
2010.05.~2010.10. 한맥투자증권 파생운용본부 인턴
2010.02.~2010.05. 네오위즈 인턴
2008.12.~2008.12. SK엔카 인턴

## 3. 저술도서
언더독 멘탈 트레이닝(100원도 없던 내가 100억 부자가 되었다)
출판 : 김영사

## 4. 방송
2024 한국경제TV 출발증시
2024 조선일보 머니 재테크의참견
2024 서울경제TV SEN 김혜영의 SEN 토크 제35회
2023 한국경제TV 성공투자오후증시
2021 한국경제TV 최성민의 빅샷
2021 투자로그인 by NH투자증권 심사임당의 사서삼경
2021 삼프로TV 컴퍼니 백브리핑